# California State Route 49
De California State Route 49, afgekort CA 49 of SR 49, is een state highway van de Amerikaanse deelstaat Californië. De autoweg loopt grotendeels van noord naar zuid door Gold Country, de historische goudstreek op de westelijke flanken van de Sierra Nevada. Het wegnummer is dan ook een verwijzing naar de "49ers", immigranten die hier in 1849 hun geluk kwamen zoeken.

## Wegbeschrijving
SR 49 begint in Oakhurst, ten zuiden van Yosemite National Park, en gaat vandaar uit in noordwestelijke richting door Mariposa, Jamestown, Sonora, Angels Camp, San Andreas, Jackson en Sutter Creek. Ten oosten van Sacramento gaat SR 49 recht naar het noorden, door El Dorado, Diamond Springs en Placerville. Vandaar uit gaat de weg voor zo'n 40 kilometer in noordwestelijke richting. In Auburn kruist SR 49 samen met SR 193 met de snelweg Interstate 80. Verder noordwaarts liggen de steden Grass Valley en Nevada City langs de weg. Op de grens tussen Yuba en Sierra County keert SR 49 zich ten slotte naar het oosten. De noordelijke terminus ligt in het uiterste zuidoosten van Plumas County, niet ver van de grens met Nevada.